# Šot Melrhir
Šot Melrhir (Chott Melrhir, arabsky شط ملغيغ‎ [shaṭ malghígh]) je slané bezodtoké jezero (šot) na východě alžírské části Sahary. Je to největší jezero v zemi. Jezero se nachází uprostřed bezodtoké oblasti, v propadlině, jejíž dno se nachází pod úrovní moře. V současné době je rozdělené na dvě části. Má rozlohu 6700 km². Leží 26 m pod úrovní světového oceánu.

## Vodní režim
V období dešťů (v zimě) se jezero naplňuje vodou řek a potoků, které přitékají z pohoří Aurès a ze Saharského Atlasu. V suchém období jezero vysychá a mění se na slanisko.